# وندال‌ها

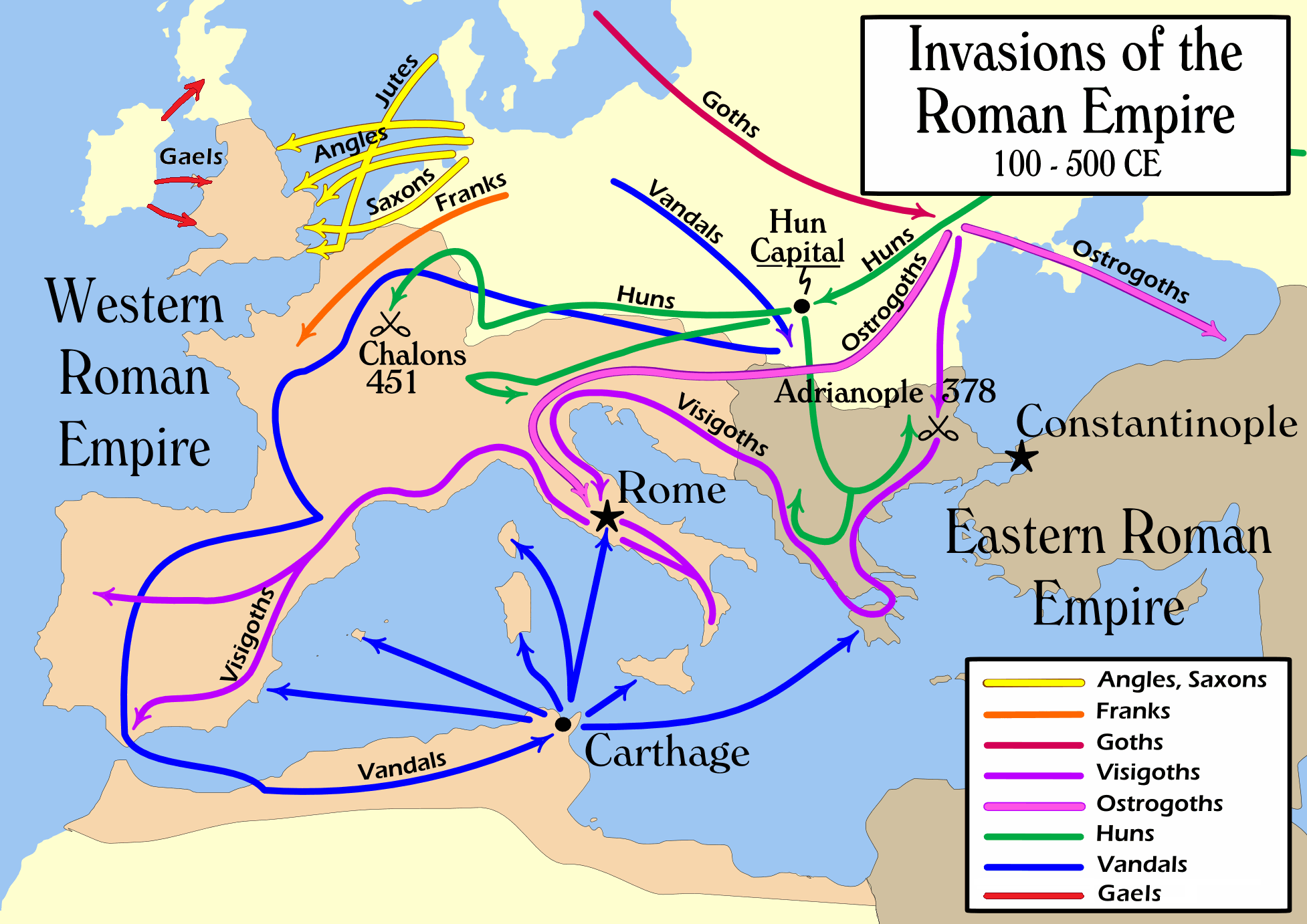
خط آبی‌رنگ، خط سیر مهاجرت وندال‌ها را نشان می‌دهد.

وَندال‌ها از مردمان ژرمنیک بودند که ابتدا در جنوب لهستان کنونی ساکن شدند. آنان در قرن پنجم پادشاهی‌های وندال را در شبه‌جزیره ایبری، جزایر مدیترانه و آفریقای شمالی تأسیس کردند.

## تاریخ
وندال‌ها در همان سده به مناطق گل‌ها، اسپانیا، رم و شمال آفریقا تاختند و بخشی از تمدن‌های آن سامان‌ها را نابود ساختند. آن‌ها پیش از ورود به آفریقا چندی در جنوب اسپانیا نشیمن گزیدند و گفته شده که نام اندلس در اسپانیا برگرفته از نام وندلوسیا (سرزمین وندال‌ها) است.
وندال‌ها که به رهبری گایسریک از سال ۴۲۹ میلادی شروع به تهاجم به شمال آفریقا کرده بودند، سال ۴۳۹ میلادی بر کارتاژ دست یافتند. به عقیده کریس ویکام، تاریخ‌دان بریتانیایی از دست دادن کارتاژ یکی از مهم‌ترین نقاط عطف از دست رفتن سلطه رومی‌ها بر سرزمین‌های غربی بود و موجب کاهش شدید درآمد مالیاتی امپراتوری روم غربی شد.
از آنجا که وندال‌ها در سال ۴۵۵ تحت فرمانروایی شاه گایسریک، شهر رم را ویران کردند، به هنگام انقلاب فرانسه که رم را مکانی آرمانی ترسیم می‌کردند، واژه وندالیسم هم‌معنی با «ویرانگری» گرفته شد و وارد زبان فرانسه و دیگر زبان‌های اروپایی شد.

## شاهان وندال
1. گودیگیسل (۳۵۹—۴۰۶)
2. گوندریک (۴۰۷–۴۲۸)
3. گایسریک (۴۲۸–۴۷۷)
4. هونریک (۴۷۷–۴۸۴)
5. گونتاموند (۴۸۴–۴۹۶)
6. تراساموند (۴۹۶–۵۲۳)
7. هیلدریک (۵۲۳–۵۳۰)
8. گلیمر (۵۳۰–۵۳۴)